# Cadalso (Cáceres)
Cadalso este un oraș din Spania, situat în provincia Cáceres din comunitatea autonomă Extremadura. Are o populație de 548 de locuitori.
1. ↑  Nomenclátor Geográfico de Municipios y Entidades de Población (20240402 edition)